# برهمادد
برهمادد (نام علمی: Bramatherium) نام یک سرده از تیره زرافگان است.